# Moríñigo
Moríñigo ist ein westspanischer Ort und eine Gemeinde (municipio) mit nur noch 88 Einwohnern (Stand: 2024) im Osten der Provinz Salamanca in der Region Kastilien und León. 

## Lage und Klima
Der ca. 805 m hoch gelegene Ort Moríñigo liegt im Süden der altkastilischen Hochebene (meseta). Die Großstadt Salamanca ist knapp 20 km in westlicher Richtung entfernt. Das Klima im Winter ist durchaus kühl; die geringen Niederschlagsmengen (ca. 435 mm/Jahr) fallen – mit Ausnahme der eher trockenen Sommermonate – verteilt übers ganze Jahr.

## Bevölkerungsentwicklung
| Jahr      | 1970 | 1981 | 1991 | 2001 | 2011 | 2021 |
| Einwohner | 225  | 158  | 153  | 132  | 108  | 96   |

Der Bevölkerungsrückgang in der zweiten Hälfte des 20. Jahrhunderts ist im Wesentlichen auf die Mechanisierung der Landwirtschaft und die Aufgabe bäuerlicher Kleinbetriebe zurückzuführen (Landflucht). 

## Sehenswürdigkeiten
- Petri-Ketten-Kirche (Iglesia de San Pedro Advincula)
- Rathaus

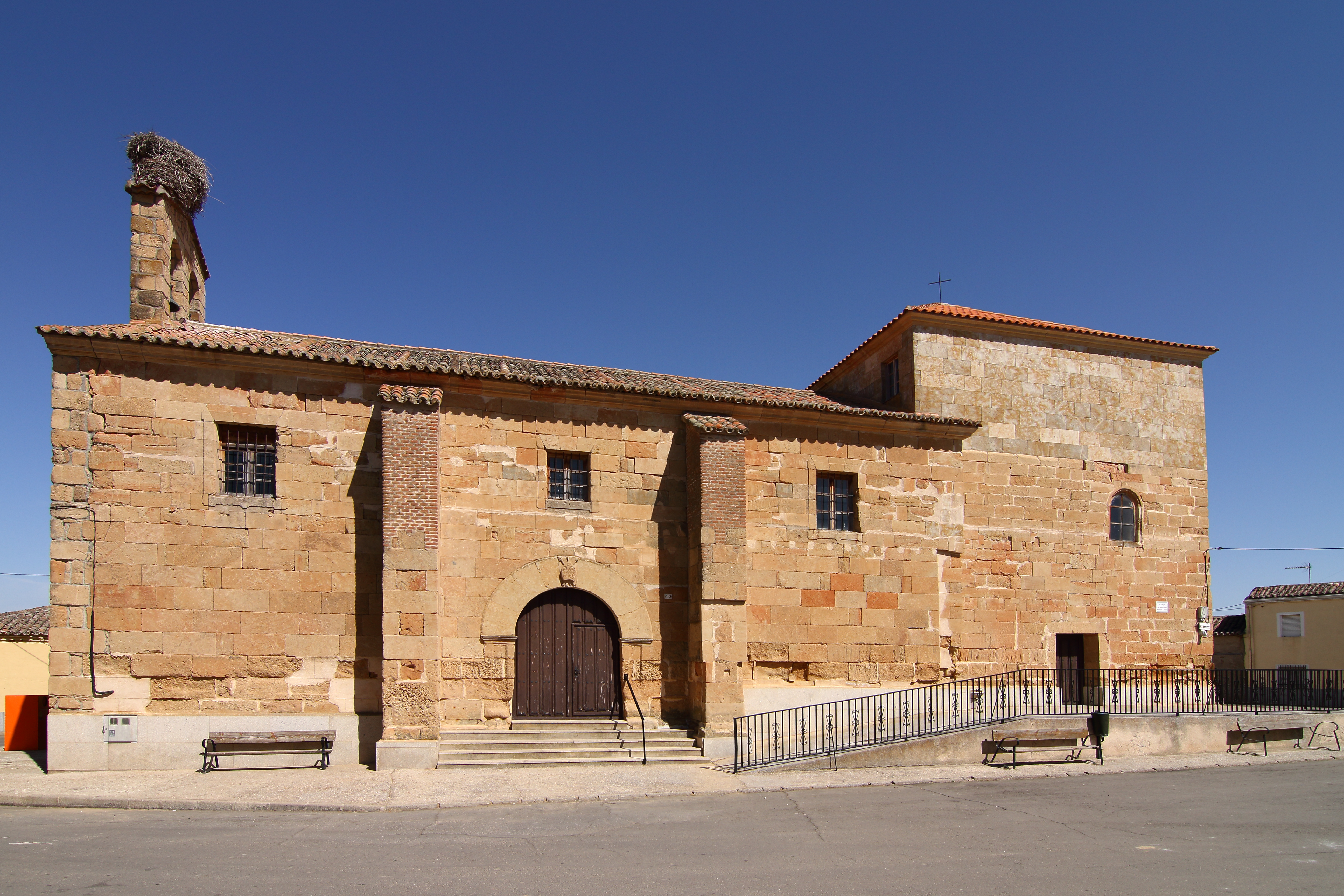
Petri-Ketten-Kirche
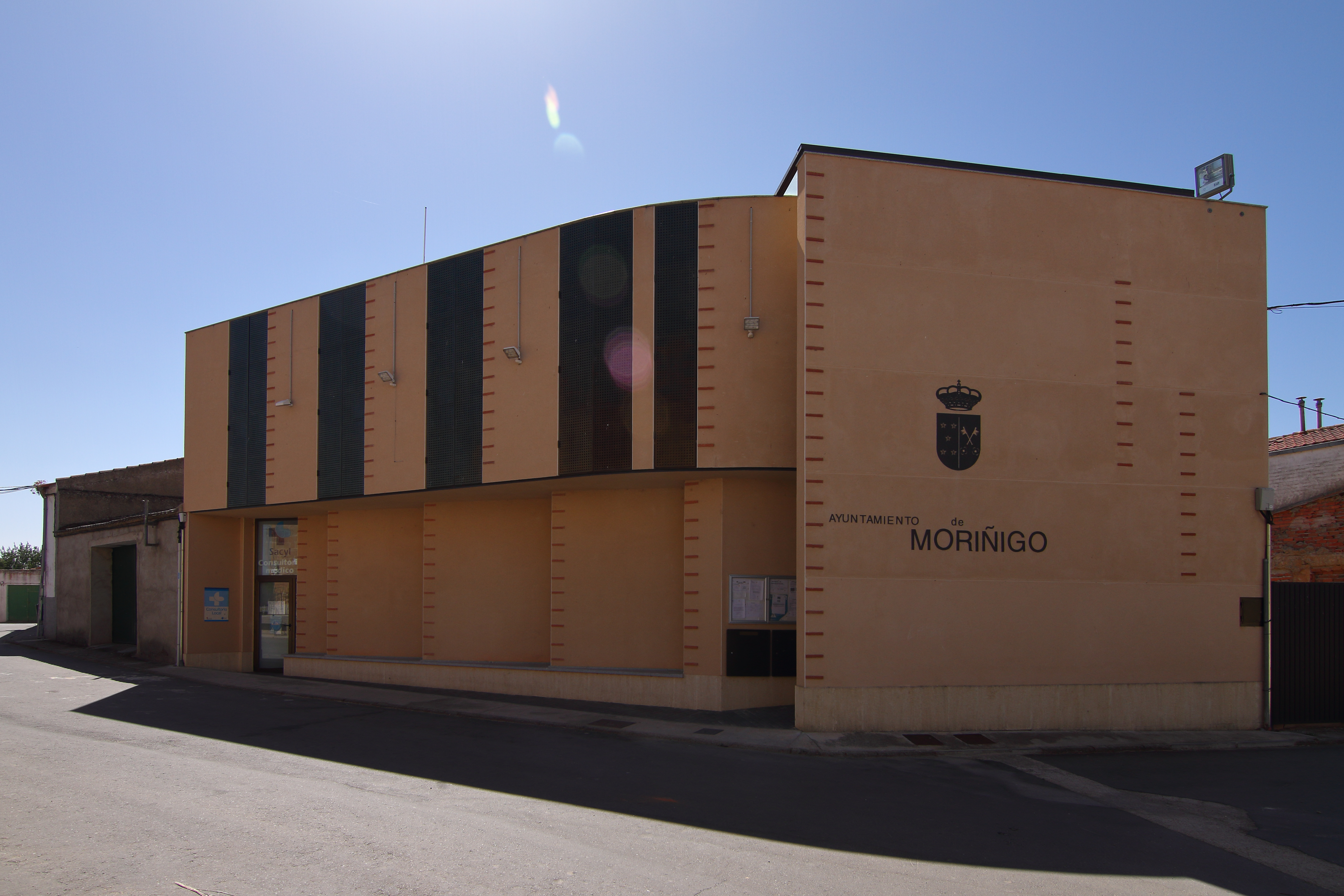
Rathaus

## Persönlichkeiten
- Francisco Sánchez Barbero (1764–1819), Dichter